# Lango
Il popolo Lango (plurale Langi) è una popolazione che vive nella regione omonima nell'Uganda centrale, a nord del lago Kyoga. La provincia di Lango comprende i distretti di Lira e Apac.
Secondo l'ultimo censo del 2014 la popolazione Lango è composta da circa 2 milioni di persone.
Il loro linguaggio, il Leb Lango o Luo è simile al linguaggio Acholi e Kumam e fa parte del gruppo delle lingue Luo parlate in Uganda e Kenya.

## Storia

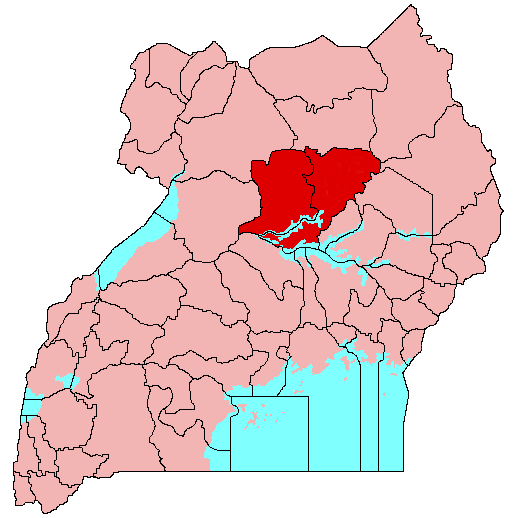
Mappa della regione ugandese di Lango

I Lango parlano in linguaggio Luo come i loro vicini a settentrione, ma condividono molte più caratteristiche con i loro vicini Ateker. Alcuni antropologi sostengono che essi fanno parte di un gruppo migrato dall'Etiopia intorno al 1600 e divisisi in seguito in due rami. Un primo ramo si sarebbe spostato nel Kenya per formare i gruppi etnici Kalenjiin e Maasai. L'altro, chiamato Ateker, si spostò verso occidente penetrando in Uganda da nord-est. Gli Ateker a loro volta si sarebbero suddivisi in quattro sottogruppi, i Karamojong, gli Iteso, i Kumam ed i Lango.
I Lango migrarono ancora più verso occidente scontrandosi con gli Acholi che costrinsero a spostarsi verso nord dalla sponda nord-occidentale del lago Kyoga. A causa del prolungato contatto con gli Acholi, i Lango hanno perso l'uso del linguaggio Ateker ed hanno assunto la lingua Luo parlata dai loro vicini.
I Lango sono spesso stati vittime della tormentata politica ugandese. Il primo ministro ugandese e due volte presidente dell'Uganda, Milton Obote, era di origini Lango.